# Kathedrale von Liechtenstein

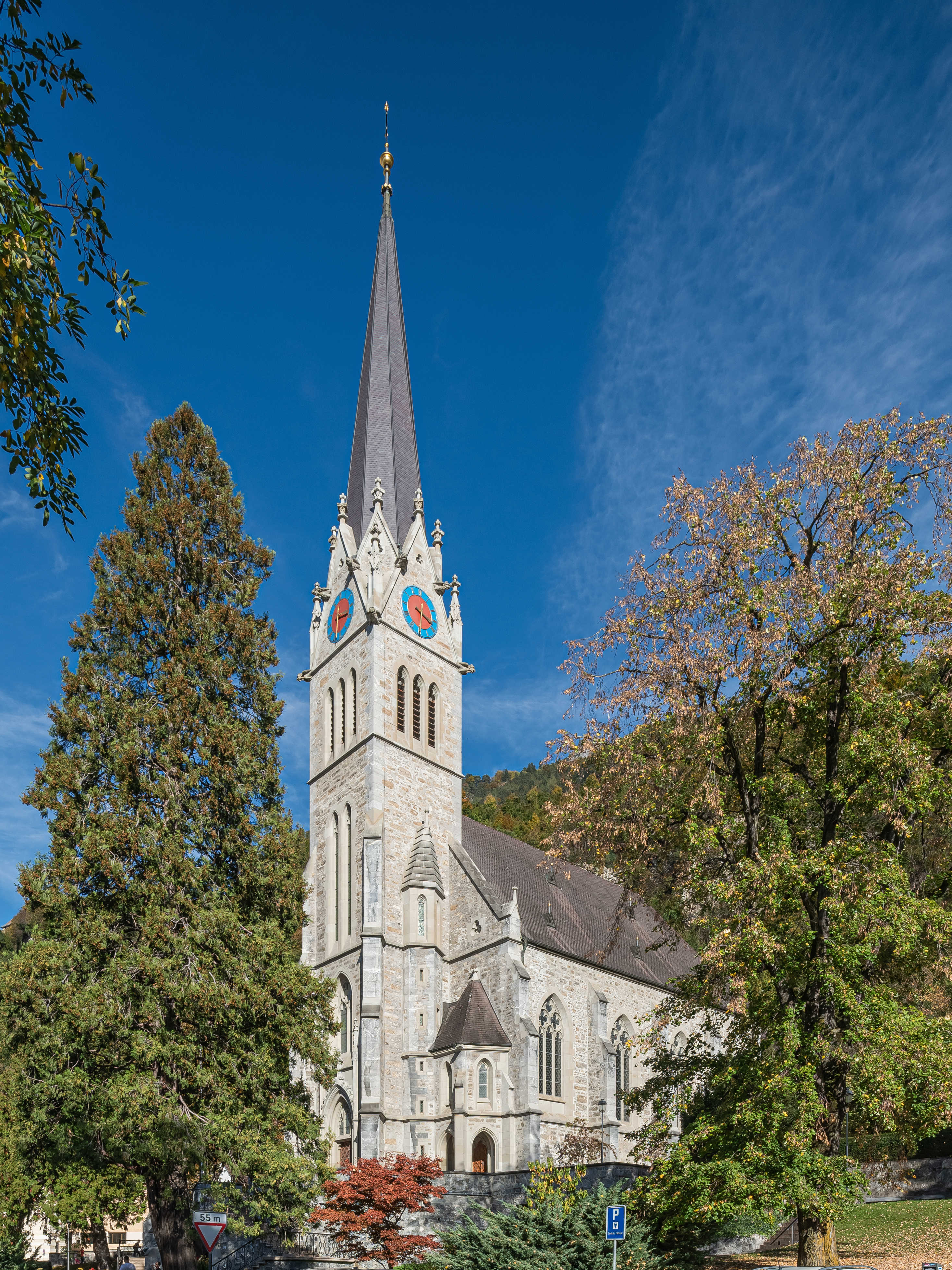
Kathedrale von Liechtenstein

Die Kathedrale von Liechtenstein (auch St.-Florins-Kirche in Vaduz) ist eine geostete neugotische dreischiffige Kirche mit Frontturm in Vaduz, Liechtenstein, die in den Jahren 1869 bis 1873 nach den Plänen von Friedrich von Schmidt unter Leitung des Architekten Ignaz von Banko errichtet wurde. Der Patron der Kirche ist der im 7. Jahrhundert lebende und aus Matsch im Vinschgau stammende Heilige Florinus von Remüs. Seit 1997 ist sie Bischofskirche des Erzbischofs von Vaduz.

## Geschichte

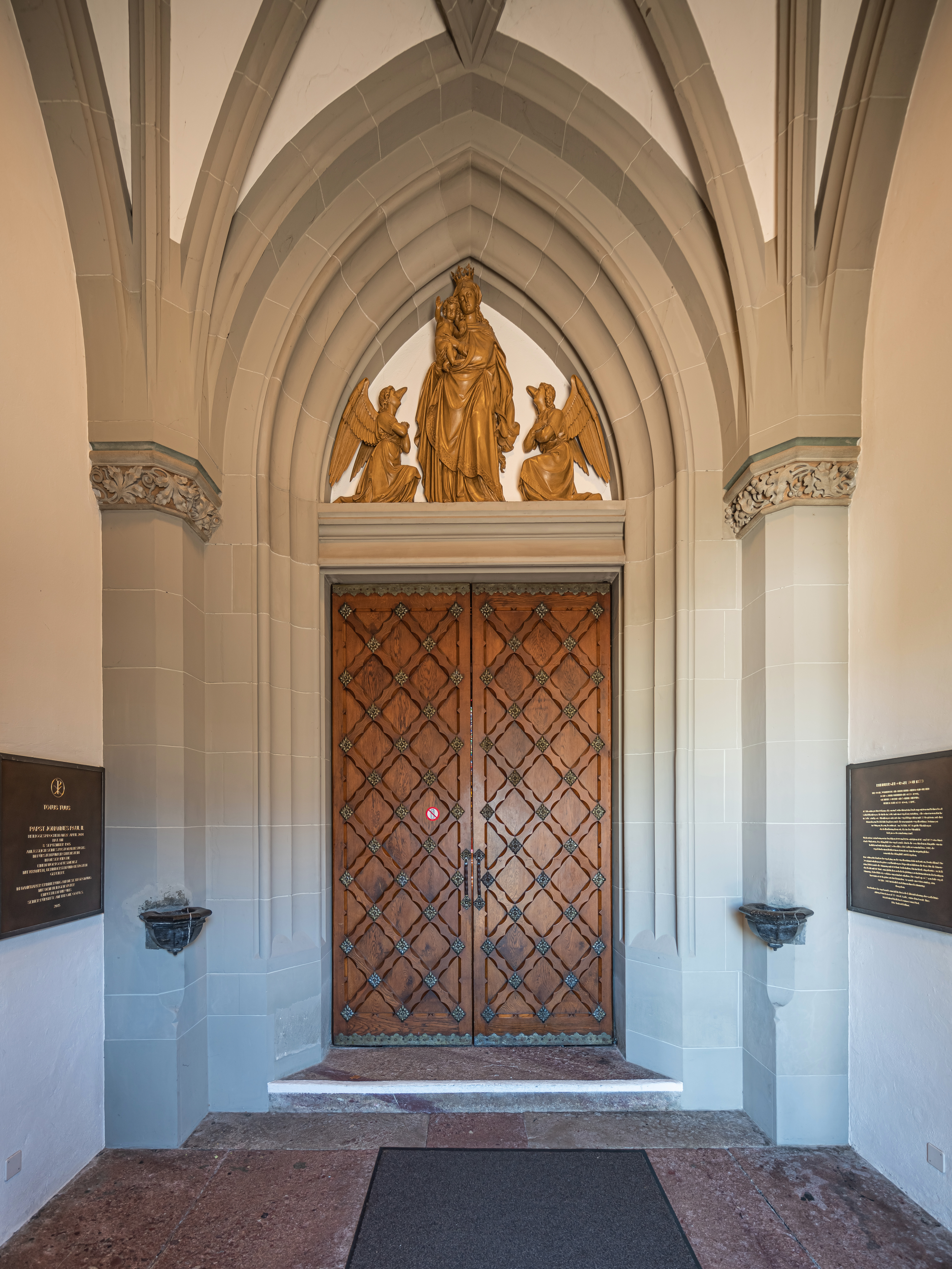
Eingangsportal der Kathedrale

Religiöses Zentrum im Oberland des heutigen Fürstentums Liechtenstein war seit ältester Zeit die Nachbargemeinde Schaan mit der auf Grundmauern des römischen Kastells errichteten Kirche St. Peter. Um 1250 wird erstmals ein Leutpriester für Vaduz genannt. Nach Gründung der Grafschaft Vaduz (1342) wurde die Florinskapelle in Vaduz gräfliche Eigenkirche; die Patronatsrechte gingen im Jahr 1712 mit dem Erwerb der Grafschaft an das Haus Liechtenstein über. Eine Kapelle kann schon im frühen Mittelalter entstanden sein; das Gotteshaus wird ab 1375 wiederholt erwähnt, in der Folge mehrfach renoviert und vergrössert. Zeitweilig war die Kapelle auch Grabstätte der Landesherren aus den Geschlechtern der Grafen von Werdenberg, Freiherren von Brandis, Grafen von Sulz und von Hohenems. 1602 erfolgte eine Neuweihe der Kapelle. Im Jahr 1842 lockerte sich das Verhältnis zur Mutterkirche in Schaan durch Errichtung einer selbständigen Kuratie („Untere Kaplanei“). Seit 1844 ist der südöstlich der Kirche gelegene Gottesacker zum allgemeinen Gebrauch geöffnet; im 17. Jahrhundert war der Friedhof allein dem gräflichen Haus und seinen Bediensteten vorbehalten.

### Baugeschichte
Im Jahr 1868 wurde der Beschluss gefasst, einen Kirchneubau in Vaduz zu errichten, da die Florinskapelle den gestiegenen Ansprüchen nicht mehr gerecht werden konnte. Als Bauplatz wurde das Gebiet südlich der bis dahin noch bestehenden Florinskapelle ausgewählt. Die Kirche wurde nach den Plänen von Friedrich von Schmidt unter der Leitung des Architekten Ignaz von Banko erbaut. Die Grundsteinlegung erfolgte am 17. August 1869 und am 18. Juni 1870 konnte das Richtfest gefeiert werden. Die Weihe der drei Altäre folgte schliesslich im Oktober 1873.
Die Baukosten betrugen ohne Innenausstattung rund 205‘000 Gulden, wovon mehr als drei Viertel durch den Fürsten von Liechtenstein zugesteuert wurden.
Im Jahr 1872 wurden der Turm und die Sakristei der Florinskapelle abgebrochen, und schliesslich folgte im Jahr 1874 der Abriss der letzten Überreste des wohl aus dem letzten Drittel des ersten Jahrtausends stammenden Vorgängerbaus.
In den Jahren 1965 und 1966 erfolgte unter der Leitung des Architekten Hans Rheinberger eine umfassende Renovation der Pfarrkirche entsprechend der liturgischen Vorgaben des Zweiten Vatikanischen Konzils. Des Weiteren wurde das Kirchengebäude durch den Anbau der Taufkapelle erweitert.
Seit dem 24. April 1992 steht die Kirche unter Denkmalschutz.

### Eigene Pfarrei und Erhebung zur Kathedrale

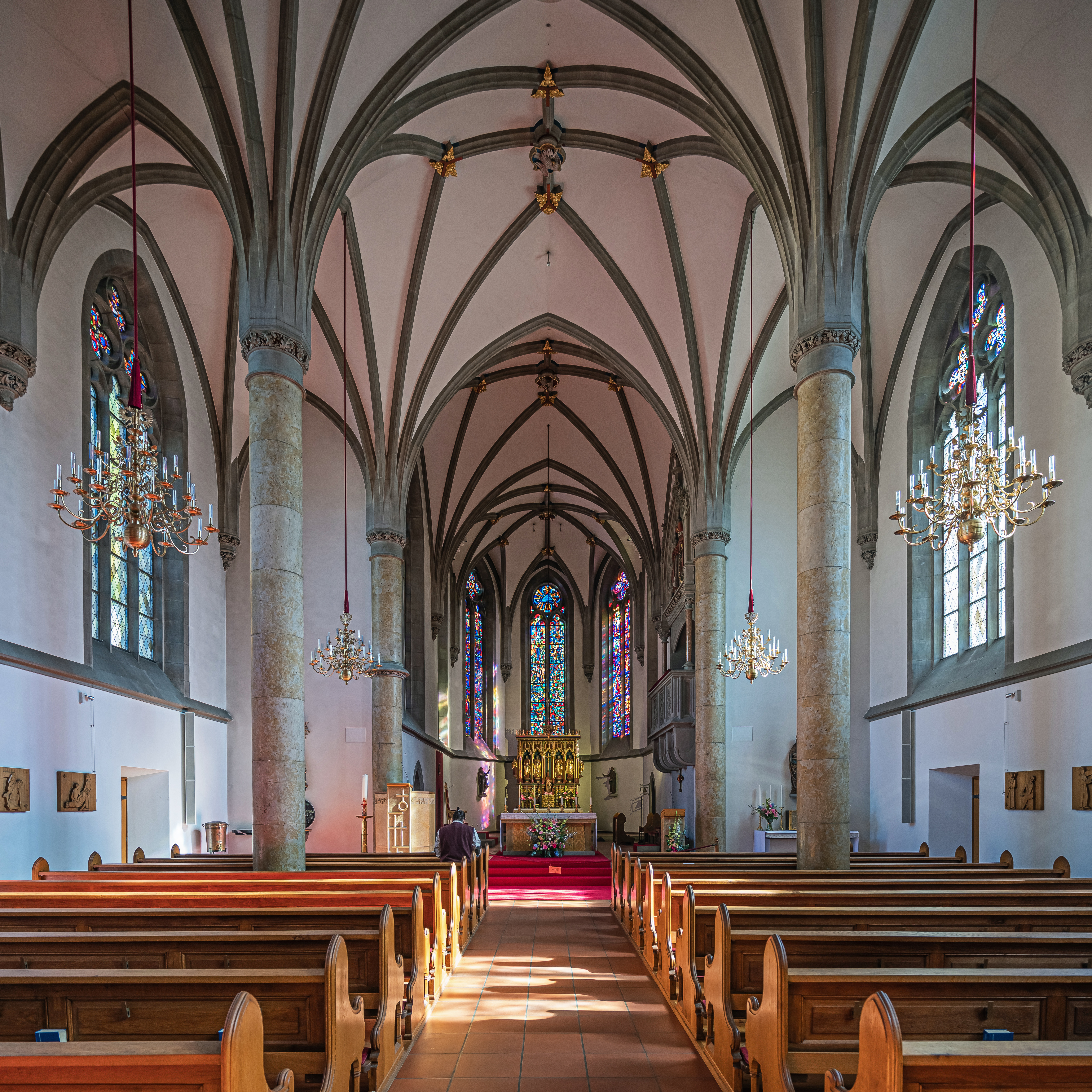
Inneres der Kirche

Die Pfarrei St. Florin umfasst das Gebiet der Gemeinde Vaduz, das eine Fläche von gut 17 km² hat und ca. 5'038 Einwohner zählt, von denen etwa 3'000 Katholiken sind. Sie ist mit der Einweihung der Kirche St. Florin im Jahr 1873 aus dem Gebiet der Pfarrei Schaan hervorgegangen.
Papst Johannes Paul II. hat mit der Apostolischen Konstitution Ad satius consulendum vom 2. Dezember 1997 das Gebiet des Fürstentums Liechtenstein aus dem Bistum Chur ausgegliedert und für dieses Gebiet das Erzbistum Vaduz neu errichtet. Erster Erzbischof wurde Wolfgang Haas. Die Pfarrkirche St. Florin wurde gleichzeitig zur Kathedrale erhoben.

## Architektur
Bedingt durch die Hanglage der Kirche ruhen die vorderen Teile des Bauwerks auf einer Unterkonstruktion mit offener Front; der Fels unter den rückwärtigen Teilen ist hingegen abgetragen worden. Das erhöht liegende Eingangsportal ist nur über eine Treppenflucht mit Absätzen erreichbar. Die Fassade der Kirche wird von einem mehrgeschossigen und an den Ecken durch abgestufte Strebepfeiler stabilisierten Glockenturm dominiert, der in einem achteckigen Spitzhelm endet.
Das Innere der Kirche ist dreischiffig, wobei die Scheitel der auf vier Säulen ruhenden Rippengewölbe aller drei Schiffe auf gleicher Höhe liegen (Hallenkirche). Die Seitenschiffe enden vor ungegliederten und schmucklosen Wänden, denen lediglich schmucklose Altäre vorgestellt sind. Die polygonal schließende Mittelapsis ist dagegen durch anderthalb Joche nach Osten verlängert und deutlich schmuckvoller. Alle Fenster verfügen über Maßwerk im Stil der Hochgotik.

## Ausstattung

### Kunstwerke
- Um 1520 entstand das 47 cm hohe Büstenreliquiar des St. Florin als Halbfigur mit Birett und Kelch. Eine Brustnische in der Figur war zur Aufnahme einer Reliquie vorbereitet.
- Um 1550 entstand vermutlich in Vorarlberg als Teil einer Darstellung der Krönung Mariens die erhaltene 77 cm hohe Holzplastik Gottvater. (Weitere Figuren sollen in verschiedenen Bildstöcken im Ortsbereich stehen, so z. B. am Haus Verling im Mitteldorf)
- Um 1670 entstanden die barocken Wandfiguren, wohl für die ehemalige Florinskapelle: Apostel Petrus und Paulus neben dem Hochaltar, und in der Seitenkapelle Christus als Weltenherrscher, Maria unter dem Kreuz und Evangelist Johannes.
- Der Hochaltar mit Statuen der vier Evangelisten wurde 1873 von Josef Leimer in Wien geschaffen.
- Unter dem Altar liegt eine gotische Holzplastik Grabchristus, die vermutlich aus Kärnten stammt.
- 1961 entstanden durch den Bildhauer Hans von Matt aus Stans die Bronzefiguren Weihnacht und Pietà beim Treppenaufgang zur Kirche.
- 1965 wurde der Pfarrkirche bei der Renovierung eine 125 cm hohe gotische Holzplastik Madonna mit Kind (um 1480 in einer niederbayerischen Werkstatt geschaffen) gestiftet.
- 1965 schuf der Bildhauer Emil Gehrer aus Bregenz den Kreuzweg der Pfarrkirche.
- Die Glasgemälde sind Werke des Künstlers Martin Häusle († 1966) aus Feldkirch: Lobgesang der Jünglinge im Feuerofen (nach Dan 3, 51–90), Der Geist Gottes über der Urflut, Der Durchgang durch das Rote Meer und Der Ostermorgen.

### Rheinberger-Orgel
Der damalige Fürst von Liechtenstein bat den von dort stammenden Komponisten Josef Gabriel Rheinberger, einen guten Orgelbauer für die neue Kirche zu suchen. Rheinberger, in München wirkend, schrieb daraufhin 1871 die Firma Steinmeyer an. Die von ihm disponierte Orgel mit 33 Registern, Kegelladen und einem farbenreichen, grundtönigem, mit großer Dynamik ausgestattetem Klang wurde dann von dieser in den Jahren 1873/74 erbaut. Rheinberger spielte zur Einweihung auf ihr.
Der Vaduzer Orgel blieb das Einschmelzen der zinnernen Prospektpfeifen im Ersten Weltkrieg erspart. Das Instrument wurde 1947 umgebaut, erweitert und der Prospekt dabei um 1,25 m nach hinten versetzt. 1979 renovierte Orgelbau Mathis die Orgel erneut. In den Jahren 2010 bis 2013 wurde die Orgel, von der zu dieser Zeit noch 956 Pfeifen von 25 originalen Registern erhalten waren, im Zuge eines restaurativen Neubaus durch Hermann Eule Orgelbau Bautzen in den ursprünglichen Zustand, allerdings mit der Beigabe von sieben Registern im Schwellwerk sowie einer elektronischen Speicheranlage, zurückgeführt. Mehrere erhaltene Steinmeyer-Orgeln in Tschechien dienten als Muster zur Rekonstruktion fehlender Pfeifen. Aufgrund des ab 1947 beengten Platzes schied die Wiederinstallation von Kegelladen aus; Eule installierte Schleifladen. Die Orgel ist auf a′ = 431 Hz gestimmt. Um ein Zusammenspiel mit auf 440 Hz gestimmten Instrumenten zu ermöglichen, baute Eule ein zweiregistriges Begleitwerk, das vom I. Manual aus spielbar und auf 440 Hz gestimmt ist, ein.
Das Instrument hat 48 Register (42 echte Register sowie drei Vorabzüge und drei Transmissionen) auf drei Manualwerken und Pedal.

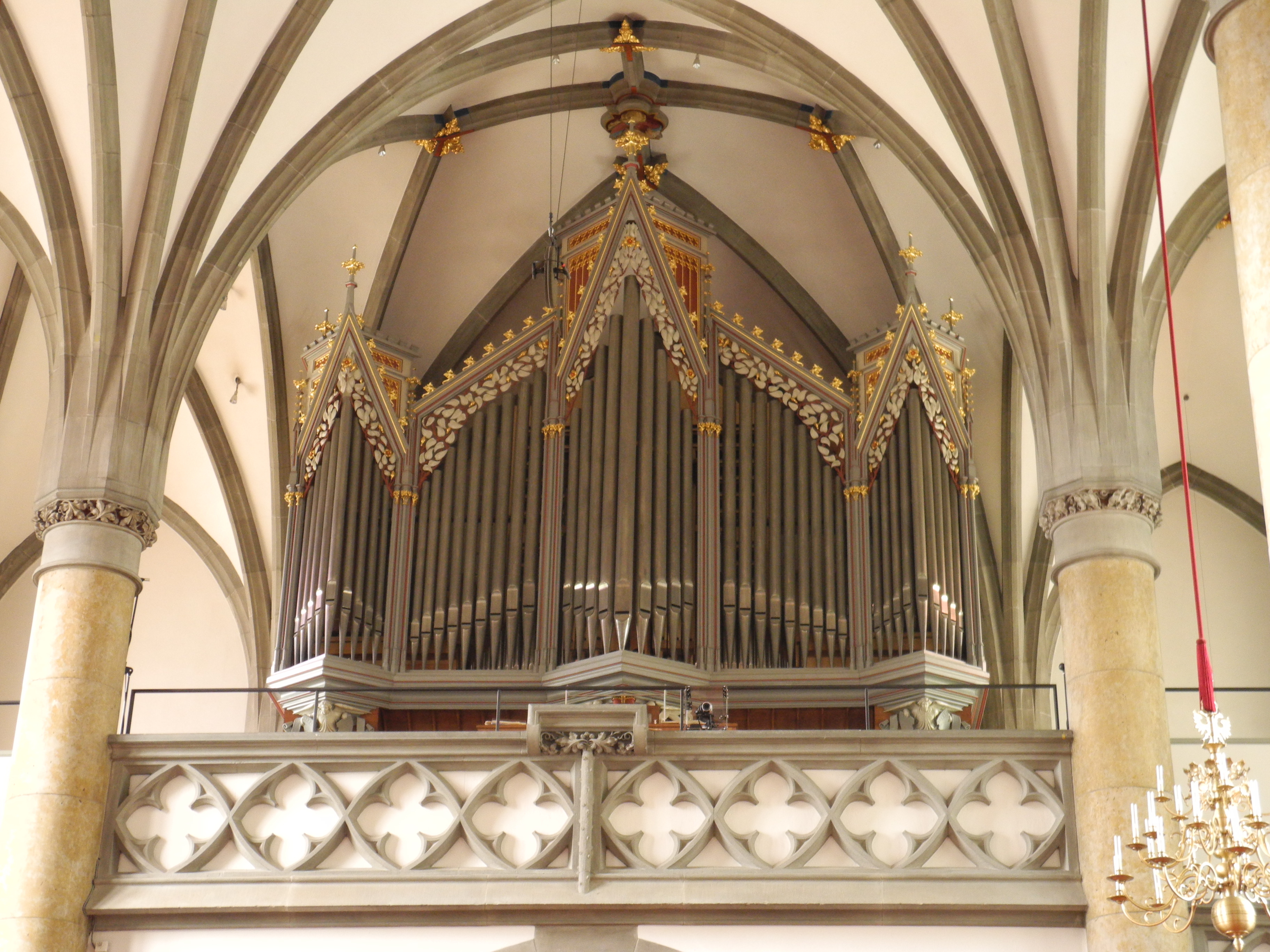
Rheinberger-Orgel 2015

| I Hauptwerk C–g3 |                     |        |
| 1.               | Bordun              | 16′    |
| 2.               | Principal           | 8′     |
| 3.               | Tibia               | 8′     |
| 4.               | Viola di Gamba      | 8′     |
| 5.               | Gedackt             | 8′     |
| 6.               | Quintflöte          | 5 1⁄3′ |
| 7.               | Octave              | 4′     |
| 8.               | Gemshorn            | 4′     |
| 9.               | Quinte (aus Nr. 11) | 2 ⁄3′  |
| 10.              | Octave              | 2′     |
| 11.              | Mixtur V            | 2 ⁄3′  |
| 12.              | Trompete            | 8′     |

| I Begleitwerk C–g3 |           |    |
| 13.                | Rohrflöte | 8′ |
| 14.                | Canora    | 4′ |

| II Seitenwerk C–g3 |                       |       |
| 15.                | Salicional (= Nr. 25) | 16′   |
| 16.                | Principalflöte        | 8′    |
| 17.                | Liebl. Gedackt        | 8′    |
| 18.                | Aeoline               | 8′    |
| 19.                | Fugara                | 4′    |
| 20.                | Flöte                 | 4′    |
| 21.                | Nasard (aus Nr. 23)   | 2 ⁄3′ |
| 22.                | Flageolet             | 2′    |
| 23.                | Cornett III–V         | 2 ⁄3′ |
| 24.                | Fagott-Clarinette     | 8′    |

| III Schwellwerk C–g3 |                          |     |
| 25.                  | Salicional               | 16′ |
| 26.                  | Geigenprincipal          | 8′  |
| 27.                  | Wienerflöte              | 8′  |
| 28.                  | Dolce                    | 8′  |
| 29.                  | Salicional               | 8′  |
| 30.                  | Vox coelestis            | 8′  |
| 31.                  | Geigenoctav (aus Nr. 35) | 4′  |
| 32.                  | Viola                    | 4′  |
| 33.                  | Flöte travers            | 4′  |
| 34.                  | Flautino                 | 2′  |
| 35.                  | Progressio III–IV        | 4′  |
| 36.                  | Trompete harm.           | 8′  |
| 37.                  | Oboe                     | 8′  |
| 38.                  | Physharmonika            | 8′  |
|                      | Tremulant                |     |

| Pedalwerk C–f1 |                        |         |
| 39.            | Principalbass          | 16′     |
| 40.            | Violon                 | 16′     |
| 41.            | Subbass                | 16′     |
| 42.            | Salicetbass (= Nr. 25) | 16′     |
| 43.            | Quintbass              | 10 2⁄3′ |
| 44.            | Octavbass              | 8′      |
| 45.            | Violoncello            | 8′      |
| 46.            | Dolcebass (= Nr. 28)   | 8′      |
| 47.            | Flötbass               | 4′      |
| 48.            | Posaune                | 16′     |

### Glocken
Das Geläute von St. Florin bestand zunächst aus vier Glocken, die 1872 von der Glockengießerei Grassmayr (Feldkirch) gegossen wurden. Zur Fertigstellung der Kirche waren sie von Fürst Johann II. gestiftet worden. 1965 kamen zwei weitere Glocken (Nr. 1, Ø 2,18 m und Nr. 4, Ø 1,09 m) hinzu, die von der Glockengiesserei Eschmann in Rickenbach TG gegossen wurden.
Die Glocken im Einzelnen:
| Nr. | Name                  | Gussjahr | Gewicht | Durchmesser | Schlagton | Bemerkungen                                                              |
| --- | --------------------- | -------- | ------- | ----------- | --------- | ------------------------------------------------------------------------ |
| 1   | Dreifaltigkeitsglocke | 1965     | 6190 kg | 218 cm      | g0        | wird nur an den höchsten Feiertagen oder zu besonderen Anlässen geläutet |
| 2   | Johannesglocke        | 1872     | 2442 kg |             | b0        | wird u. a. im Herbst zum Beginn der Traubenernte geläutet                |
| 3   | Muttergottesglocke    | 1872     | 1288 kg |             | d1        | Angelusglocke                                                            |
| 4   | Engelglocke           | 1965     | 736 kg  | 109 cm      | f1        | Taufglocke                                                               |
| 5   | Luziusglocke          | 1872     | 734 kg  |             | g1        |                                                                          |
| 6   | Florinsglocke         | 1872     | 302 kg  |             | b1        | Totenglöcklein                                                           |

## Fürstliche Gruft
Bis in die Zeit nach dem Zweiten Weltkrieg befand sich die traditionelle Grablege des Hauses Liechtenstein im Paulanerkloster Wranau (Vranov u Brna, Mähren). Für die jüngere Linie bestand eine Familiengruft in Mährisch Kromau.
Nach dem Zusammenbruch der österreichisch-ungarischen Monarchie mussten die liechtensteinischen Fürsten ihre südmährischen Schlösser in Lednice (Eisgrub) und Valtice (Feldsberg) verlassen. Nachdem Österreich im März 1938 an das Deutsche Reich angeschlossenen wurde, entschied sich der neu regierende Fürst Franz Josef II. als erster Fürst Liechtensteins – aufgrund der Ablehnung des Nationalsozialismus –, seinen Wohnsitz nach Liechtenstein auf Schloss Vaduz zu verlegen. Dadurch wurde es auch notwendig, eine neue Familiengrablege zu errichten.
1960 wurde die Fürstliche Gruft bei St. Florin nach Plänen des liechtensteinischen Architekten Hans Rheinberger errichtet. Die Grabstätte enthält einen Altar mit einem steinernen Kreuz. Die Eingangstür der Gruft ist ein im Jahre 1992 gefertigtes Hochrelief aus Bronze des italienischen Künstlers Carmelo Pozzolo mit einer künstlerischen Darstellung der Auferweckung des Lazarus. Über der Tür steht das fürstliche Wappen ebenfalls in Bronze. 
 Die Fürstengruft befindet sich wenige Meter südlich der Kathedrale und ist nur einmal im Jahr, zu Allerheiligen (am 1. November), für die Öffentlichkeit zugänglich.
Folgende Mitglieder der liechtensteinischen Fürstenfamilie wurden hier beigesetzt:
1. Prinzessin Maria Elisabeth von und zu Liechtenstein, geborene von Leutzendorff (23. Mai 1921 bis 10. September 1944) –  (Gemahlin von Prinz Constantin)
2. Fürstin Elsa von und zu Liechtenstein, geborene von Gutmann (8. Januar 1875 bis 28. September 1947) –  (Gemahlin von Fürst Franz I.)
3. Prinz Eduard von und zu Liechtenstein (2. September 1872 bis 8. Mai 1951)
4. Prinz Alois von und zu Liechtenstein (17. Juni 1869 bis 16. März 1955)
5. Prinz Karl von und zu Liechtenstein (16. September 1878 bis 20. Juni 1955)
6. Prinz Johannes von und zu Liechtenstein (6. Januar 1873 bis 3. September 1959)
7. Prinzessin Elisabeth von und zu Liechtenstein, geborene Erzherzogin von Österreich (7. Juli 1878 bis 13. März 1960) –  (Gemahlin von Prinz Alois)
8. Erzherzogin Maria Annunziata von Österreich (31. Juli 1876 bis 7. April 1961) –  (Schwester von Prinzessin Elisabeth)
9. Prinzessin Marizza von und zu Liechtenstein, geborene Gräfin Andrássy (7. Dezember 1886 bis 14. Dezember 1961) –  (Gemahlin von Prinz Johannes)
10. Prinzessin Elisabeth von und zu Liechtenstein, geborene Fürstin von Urach (23. August 1894 bis 13. Oktober 1962) –  (Gemahlin von Prinz Karl)
11. Prinzessin Maria Therese von und zu Liechtenstein (9. September 1871 bis 9. April 1964)
12. Prinzessin Olga von und zu Liechtenstein, geborene Gräfin von Pückler und Limpurg (11. April 1873 bis 14. Februar 1966) –  (Gemahlin von Prinz Eduard)
13. Prinz Alois von und zu Liechtenstein (20. Dezember 1917 bis 14. Februar 1967)
14. Prinzessin Therese Maria von und zu Liechtenstein, geborene Prinzessin zu Oettingen-Wallerstein (1. Juli 1887 bis 29. März 1971) –  (Gemahlin von Prinz Alfred)
15. Prinz Ulrich von und zu Liechtenstein (29. August 1913 bis 12. Oktober 1978)
16. Prinz Johannes von und zu Liechtenstein (18. Oktober 1899 bis 5. November 1979)
17. Prinz Ferdinand von und zu Liechtenstein (18. Januar 1901 bis 6. Februar 1981)
18. Gräfin Emma von Hohenau, geborene von Gutmannsthal-Benvenuti (14. Mai 1926 bis 31. August 1984) –  (Gemahlin von Prinz Wilhelm)
19. Fürstin Georgina von und zu Liechtenstein, geborene Gräfin von Wilczek (24. Oktober 1921 bis 18. Oktober 1989) –  (Gemahlin von Fürst Franz Josef II.)
20. Fürst Franz Josef II. von und zu Liechtenstein (16. August 1906 bis 13. November 1989)
21. Prinz Wenzel von und zu Liechtenstein (19. November 1962 bis 28. Februar 1991)
22. Prinz Heinrich von und zu Liechtenstein (21. Oktober 1920 bis 29. November 1993)
23. Prinz Georg von und zu Liechtenstein (11. November 1911 bis 18. Januar 1998)
24. Prinz Constantin von und zu Liechtenstein (23. Dezember 1911 bis 28. März 2001)
25. Prinz Hans Moritz von und zu Liechtenstein (6. März 1914 bis 3. Februar 2004)
26. Prinzessin Jean von und zu Liechtenstein, geborene French (12. Oktober 1917 bis 28. Juli 2005) –  (Gemahlin von Prinz Johannes)
27. Prinz Wilhelm von und zu Liechtenstein (29. Mai 1922 bis 27. November 2006)
28. Prinz Vincenz von und zu Liechtenstein (30. Juli 1950 bis 14. Januar 2008)
29. Prinzessin Eleonore von und zu Liechtenstein (28. Mai 1920 bis 30. Mai 2008)
30. Prinzessin Clotilde von und zu Liechtenstein, geborene Prinzessin von Thurn und Taxis (30. November 1922 bis 1. September 2009) –  (Gemahlin von Prinz Hans Moritz)
31. Prinz Dominik von und zu Liechtenstein (20. Juni 1950 bis 20. September 2009)
32. Prinzessin Alienor von und zu Liechtenstein (29. September 2014 bis 13. Dezember 2015)
33. Prinzessin Ilona von und zu Liechtenstein, geborene Gräfin Esterházy von Galántha (17. Mai 1921 bis 2. August 2019) –  (Gemahlin von Prinz Constantin)
34. Fürstin Marie von und zu Liechtenstein, geborene Gräfin Kinsky von Wchinitz und Tettau (14. April 1940 bis 21. August 2021) – (Gemahlin von Fürst Hans-Adam II.)
35. Prinz Constantin von und zu Liechtenstein (15. März 1972 bis 5. Dezember 2023) – (Sohn von Fürst Hans-Adam II.)

In der Fürstlichen Gruft herrscht ein Verbot für Ton- und Bildaufnahmen.
siehe auch: Grabstätten europäischer Monarchen

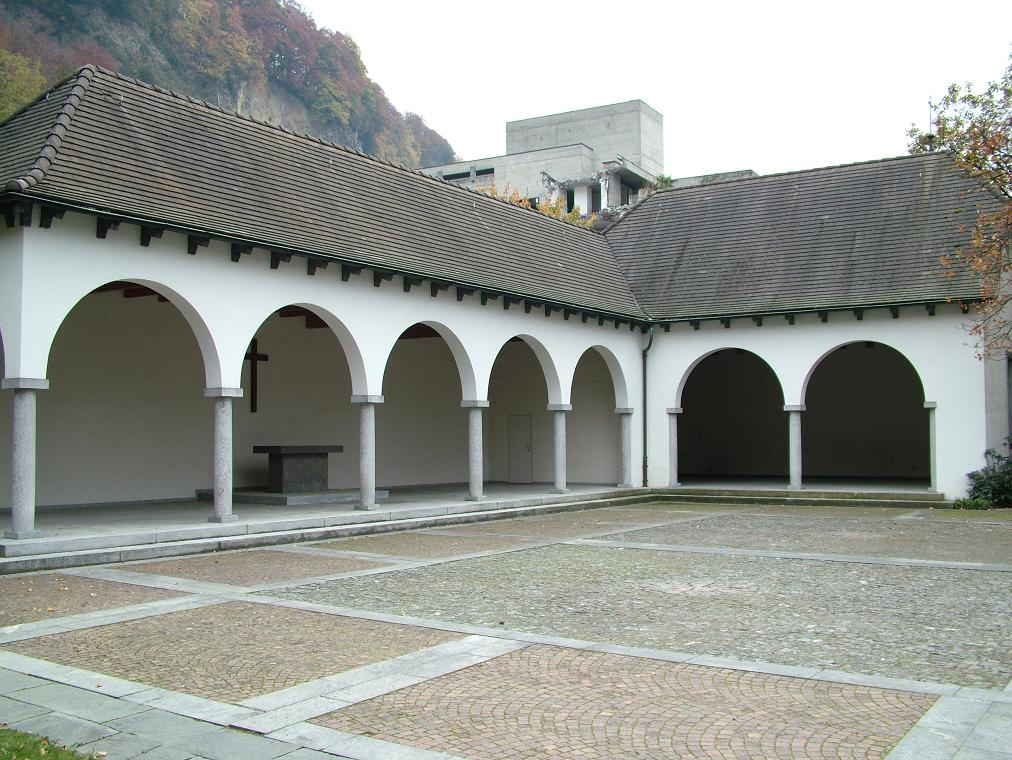
Fürstengruft (Aussenansicht)
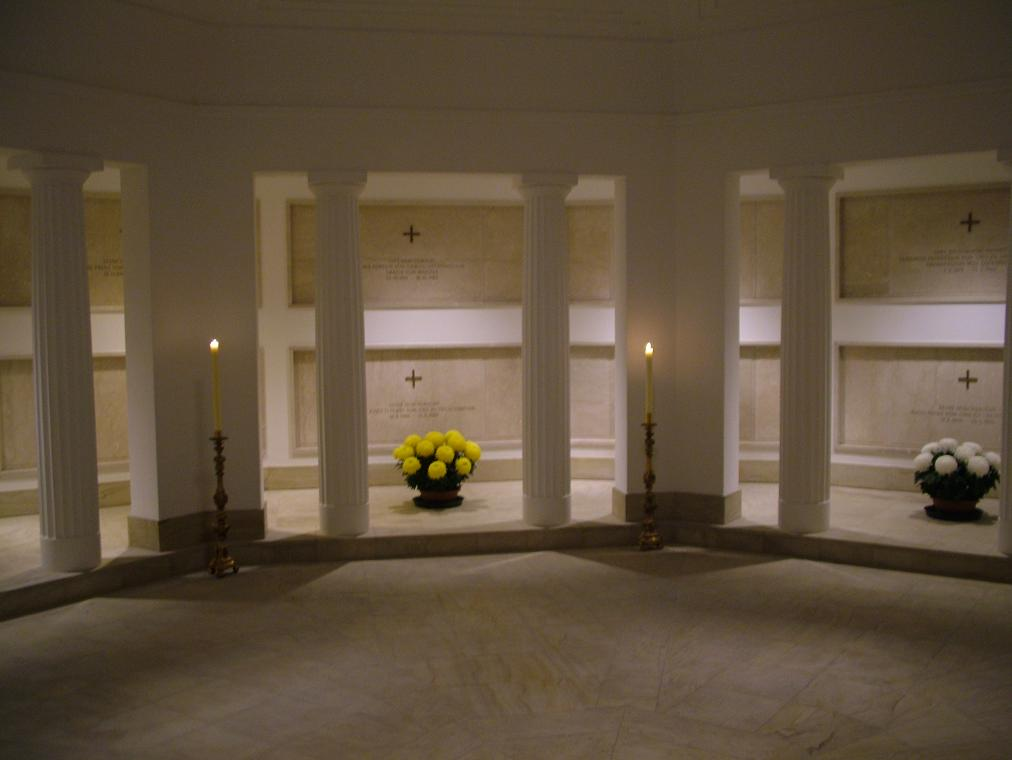
Fürstengruft (Inneres)
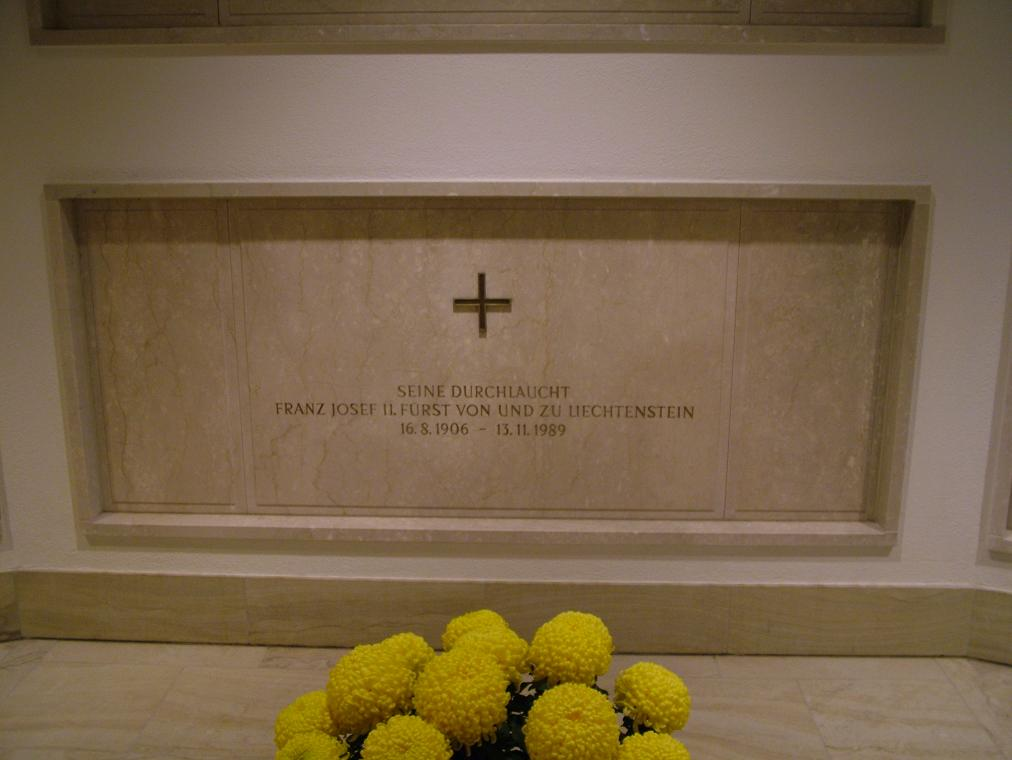
Grab von Franz Josef II.

## Postwertzeichen
- 1925: Die Pfarrkirche von Vaduz ist zusammen mit dem Regierungsgebäude erstmals Motiv einer Postwertzeichenausgabe des Fürstentums (Wertstufe 1 ½ Franken).
- 1930: Die Bildseite einer Ganzsache (Wertstufe 20 Rappen) zeigt eine Ansicht von Vaduz mit Schloss, Kirche und Umland.
- 1966: Eine vierteilige Ausgabeserie würdigt die Restaurierung der Pfarrkirche mit Seitenansicht (Wertstufe 5 Rappen) und Figurendetails St. Florin (Wertstufe 10 Rappen), Madonna (Wertstufe 30 Rappen) und Thronender Gottvater (Wertstufe 170 Rappen).[8]